# IC 1889
IC 1889 — галактика типу SB0-a (компактна витягнута галактика) у сузір'ї Персей.
Цей об'єкт міститься в оригінальній редакції індексного каталогу.